# Aizoon asbestinum
Aizoon asbestinum är en isörtsväxtart som beskrevs av Schlechter. Aizoon asbestinum ingår i släktet Aizoon och familjen isörtsväxter. Inga underarter finns listade i Catalogue of Life.